# 2001年ポルトガル共和国大統領選挙
2001年ポルトガル共和国大統領選挙（2001ねんポルトガルきょうわこくだいとうりょうせんきょ ポルトガル語：Eleições presidenciais portuguesas de 2001）は、ポルトガル共和国の元首であるポルトガル共和国大統領（Presidente da República）を選出するため2001年1月14日に行われたポルトガル共和国の選挙である。

## 概要
大統領の権限については「ポルトガルの大統領」を参照。
- 選出方法：選挙権を有する18歳以上の国民による直接選挙。
- 2回投票制
- 第1回投票で有効投票数の過半数を得た候補がいない場合は上位2名で決選投票が行われる。
- 任期：5年
- 再任：一回のみ再任容認
- 被選挙権：35歳以上のポルトガル国民
- 立候補に必要な推薦人数：7,500～15,000人

### 候補者
- ジョルジェ・サンパイオ Jorge Sampaio－社会党（PS）
- ジョアキン・フェレイラ・アマラル Joaquim Ferreira do Amaral－社会民主党（PSD）
- アントニオ・アブレウ António Abreu－ポルトガル共産党（PCP）
- フェルナンド・ロザス Fernando Rosas－左翼ブロック（B.E.）
- アントニオ・ガルシア・ペレイラ António Garcia Pereira－ポルトガル労働者共産党/プロレタリア再組織化運動（PCTP/MRPP）

## 選挙結果
- 投票日：2001年1月14日

| 当落 | 候補者名                                                           | 得票数    | 得票率 |
| ---- | ------------------------------------------------------------------ | --------- | ------ |
| 当選 | ジョルジェ・サンパイオ Jorge Sampaio（PS）                         | 2,401,015 | 55.55  |
|      | ジョアキン・フェレイラ・アマラル Joaquim Ferreira do Amaral（PSD） | 1,498,948 | 34.68  |
|      | アントニオ・アブレウ António Abreu（PCP）                          | 223,196   | 5.16   |
|      | フェルナンド・ロザス Fernando Rosas（B.E.）                        | 129,840   | 3.00   |
|      | アントニオ・ガルシア・ペレイラ António Garcia Pereira（PCTP/MRPP） | 68,900    | 1.59   |

- 有権者数：8,950,905票
- 投票者数：4,449,800票（投票率：49.71%）
- 出所：
  - CNE Resultados Elecitorais Presidência da República -14/01/2001
  - Presidente da República - 14/01/2001